# Ma meilleure
Ma meilleure è un singolo della rapper francese La Fouine, pubblicato il 15 aprile 2013.
Il brano vede la collaborazione del cantante francese Zaho.

## Video musicale
Il video è stato reso disponibile in concomitanza con la pubblicazione del brano.

## Tracce
Testi e musiche di La Fouine e Zaho.
1. Ma meilleure – 5:05

## Formazione
- La Fouine – voce
- Zaho – voce

## Classifiche
| Classifica (2013) | Posizione massima |
| ----------------- | ----------------- |
| Belgio (Vallonia) | 59                |
| Francia           | 23                |